# František Tomík
František Tomík (* 30. června 1955 Příbram) je český grafik a výtvarník.

## Biografie
Původně se vyučil spojovým mechanikem. Později, v letech 1980–1985, vystudoval Střední odbornou školu výtvarnou v Praze (nyní Vyšší odborná škola a Střední umělecká škola Václava Hollara). Pracoval jako spojový mechanik, skladník v Dílo ČFVU, referent ve výstavním oddělení NTM a jako grafik v několika časopisech.
Je členem Středočeského sdružení výtvarníků (SSV), čestným členem ZVUZS (Združenie výtvarných umelcov západného Slovenska) a Jednoty umělců výtvarných (JUV).

## Tvorba
Od poloviny 80. let spolupracoval externě jako grafik s hudebními vydavatelstvími Panton a Supraphon, pro které vytvořil návrhy obalů MC, SP, EP, LP a později i CD (např. první oficiální hudební nosič – EP písničkáře Pavla Dobeše z roku 1988). V roce 1989 spolupracoval na obalu dlouhohrajícího debutu Pavla Dobeše s názvem Skupinové foto, po kterém v roce 1991 následovalo druhé LP Zátiší s červy. Jako grafik také spolupracoval na hudební řadě EP desek Rock Debut, vydávaných v letech 1987–1990 vydavatelstvím Panton. Bylo postupně vydáno celkem devět EP se shodným grafickým designem (Zuby nehty (Dybbuk), Krásné nové stroje, Betula Pendula, Z kopce (Ošklid), Psí vojáci (pod jménem PVO), Už jsme doma, Mňága a Žďorp a Vltava). 
František Tomík dále graficky upravil dvě hudební publikace pro pantonskou edici IMPULS (knihy Jiřího Černého Hvězdy tehdejších hitparád a Lubomíra Dorůžky Fialová koule jazzu). Pro Lubomíra Dorůžku ještě graficky upravil publikaci Jedenáct jazzových osmiček. Jako grafik pracoval pro časopisy Story, Střecha, Autocar a Krimi Revue. Vedle užité grafiky se také věnuje vlastní volné tvorbě.
Založil a jako kurátor vedl v letech 1982–1988 kladenskou Galerii 55. V této galerii se podařilo postupně vystavit (mimo jiné autory) i část výtvarné skupiny Trasa (malíři Čestmír Kafka, Vladimír Jarcovják, Jitka Válová, Květa Válová, Karel Vaca a sochaři Zdena Fibichová, Vladimír Preclík, Zdeněk Šimek, Eva Kmentová a Olbram Zoubek).
S uměleckým kovářem Viktorem Stříbrným a dalšími výtvarníky z Kladna spoluzakládal výstavu pod širým nebem nazvanou Kladenské dvorky, která probíhá od 1982 dodnes. Založil Občanské sdružení Pro-Art z.s. v Kladně, které od roku 2004 pravidelně pořádá výtvarné bienále nazvané Kladenský salon.
Vymyslel koncepci dvojvýstavy Středočeské bienále a pro první ročník navrhl logo a grafickou úpravu katalogu k této výstavě (2007).
Od roku 2007 organizuje bienále Zbraslavský salon a v roce 2009 spolupořádal mezinárodní výstavu People-metr, na které spolupracoval s výtvarníky ze Slovenska, Polska a Maďarska. 
Od roku 2022 spolupracuje jako externí kurátor s Galerií Zbraslav.

## Výstavy

### Samostatné výstavy
- 2024 – Galerie v Galerii, Středočeská vědecká knihovna v Kladně, Kladno
- 2023 – Tak akorát, Galerie 9, Praha 9
- 2022 – Doteky minulých časů, Knihovna K. H. Máchy, Litoměřice
- 2022 – Ne všechno poletuje, Divadlo Viola, Praha
- 2018 – Jedemééé!!!, Galerie Café Kampus, Praha
- 2017 – UŽ JE TO FORTY, Středočeská vědecká knihovna v Kladně, Kladno
- 2017 – ParaLelky, Galerie Galvína, Bechyně
- 2017 – Přesýpací hladiny, Galerie 9, Praha 9 /s V. Kolaříkem
- 2017 – HilTom, Čítárna UNIJAZZ, Praha 1 /s P. Hilským
- 2016 – Jin-Ékam-Eny, Galerie Na Stráni, Kladno
- 2015 – NAPRAHU, Galerie Zbraslav, Praha-Zbraslav
- 2013 – Zaves Enonach Odbe, Prácheňské muzeum v Písku, Písek
- 2010 – DIALOGY C+S, /s M. Prekopem/, Galerie Zbraslav, Praha-Zbraslav
- 2010 – DIALOGY C+S, /s M. Prekopem/, Galéria Trnavskej radnice, Trnava, Slovenská republika
- 2009 – O. K. Trochu…, výstavní síň Českého rozhlasu, Český rozhlas, České Budějovice
- 2008 – III. retroPerspektiva, Státní okresní archiv Semily, Semily
- 2006 – II. Retroperspektiva, Galerie Zbraslav, Praha-Zbraslav
- 2005 – Le Vitace, Galerie 55, Kladno
- 2004 – Věci malé, takřka nespatřené, Krajská vědecká knihovna, Kladno
- 2003 – K.R.Esby&G.R.Afika, Galerie 9, Praha
- 2003 – I. retroperspektiva, Galerie Františka Drtikola, Příbram
- 2002 – Kostky jsou svrženy, Galerie 55, Kladno
- 2000 – Poločas, Galerie 55, Kladno
- 1998 – Bylo a je…, Ateliér – kavárna a vinárna, Kladno
- 1995 – Grimasy a ticho, /s V. Frolíkem/, Galerie Lampion, Kladno
- 1994 – Další generace, Galerie okresního muzea, Kladno
- 1991 – Obrysy, Galerie ARTFÓRUM, Praha
- 1991 – 4 – Čtyři, /s V. Frolíkem, Z. Maninou a V. Stříbrným/, Galerie města Kladna, Kladno
- 1990 – Dva, /s V. Stříbrným/, Galerie OKS, Kladno
- 1986 – Tři, /s V. Frolíkem a V. Stříbrným/, Galerie KD 55, Kladno
- 1983 – Velkoměsto, Česká státní spořitelna, Kladno
- 1981 – Obrazy, kresby, Krajská knihovna Kladno
- 1978 – Obrazy, Závodní klub Tesla Karlín, Praha
- 1977 – Kresby, Krajská knihovna Kladno

### Společné výstavy v ČSSR a ČR
V letech 1981–2024 se zúčastnil přes 150 společných výstav v Československu a České republice. V některých lokalitách vystavoval opakovaně (Beroun, Břeclav, České Budějovice, Český Brod, Hradišťko, Chomutov, Jílové u Prahy, Kladno, Kolín, Kouřim, Mladá Boleslav, Ostrava, Písek, Plzeň, Praha, Příbram, Rakovník, Rokycany, Řevnice, Staré Město pod Lanštejnem a Uherské Hradiště).

### Společné výstavy v zahraničí
- 2022 – 8. bienále FORMA 2021 , Galéria UMELKA, Bratislava, Slovensko
- 2021 – 8. bienále FORMA 2021, Krajská galéria v Prešove, Prešov, Slovensko
- 2017 – W ogrodzie, Galerie Dolna, Kielce, Polsko; ERÁTO 2017, Západoslovenské múzeum v Trnavě, Trnava, Slovensko (2. 6. – 15. 9. 2017); ERÁTO 2017, Galéria súčasných maďarských umelcov v Dunajské Strede, Dunajská Streda, Slovensko
- 2016-2017 – Iná krajina, Galéria súčasných maďarských umelcov, Dunajská Streda, Slovensko
- 2016 – Salón ZVUZS – Iná krajina, Galéria Trnavskej radnice, Trnava, Slovensk, W ogrodzie, Miejska Galeria Sztuki, Czestochowa, Polsko
- 2015 – ERÁTO VII., Galéria súčasných maďarských umelcov, Dunajská Streda, Slovensko
- 2014 – PEOPLE-metr 2013, Galéria Trnavskej radnice, Trnava, Slovensko
- 2014 – Salon 2014 – Kontrasty, Západoslovenské múzeum, Trnava, Slovensko
- 2014 – Biela+Modrá+Červená, Galerija Milotič, Pula, Chorvatsko
- 2014 – Okná, Európske centrum výtvarných umení, Aircraft Gallery, Bratislava, Slovensko
- 2014 – Salon 2014 – Kontrasty, Žitnoostrovné múzeum, Dunajská Streda, Slovensko
- 2013 – PEOPLE-metr 2013, Mijejska Galerija Sztuki, Czestochowa, Polsko; PEOPLE-metr 2013, Anker Házba, Kaposvár, Maďarsko
- 2012 – Autoportrét, Žitnoostrovné múzeum, Dunajská Streda, Slovensko
- 2012 – 40. World Gallery of Drawing; Osten Biennial of Drawing, Skopje, Makedonie
- 2012 – B+M+Č, MAX GALLERY, Trnava, Slovensko
- 2012 – Salon 2012 – Autoportrét, Západoslovenské múzeum, Trnava, Slovensko
- 2012 – PEOPLE-metr 2011, Mijejska Galerija Sztuki, Czestochowa, Polsko
- 2011–2012 – PEOPLE-metr 2011, Slovák Intézet, Budapest, Maďarsko
- 2011 – Biela+modrá+červená, Galéria súčasných maďarských umelcov, Dunajská Streda, Slovensko
- 2011 – PEOPLE-metr 2011, NYME Alkalmazott Művészeti Intézet „Formaterem“, Sopron, Maďarsko
- 2011 – PEOPLE-metr 2011, Žitnoostrovné múzeum, Dunajská Streda, Slovensko
- 2011 – Arte a Confronto, Centro d‘Arte e Cultura, Porto Sant‘Elpidio, Itálie
- 2011 – ERÁTO V., Žitnoostrovné múzeum, Dunajská Streda, Slovensko
- 2011 – PEOPLE-metr 2011, Západoslovenské múzeum, Trnava, Slovensko
- 2011 – Vzťahy, Villa Baruchello, Porto San‘t Elpidio, Itálie
- 2010 – Vzťahy, Evanjelický kostol sv. Trojice, Bratislava-Petržalka, Evanjelický kostol, Modre-Králová, Evanjelický kostol, Trnava, Rímskokatolícky kostol, Bratislava-Krasňany, Slovensko
- 2010 – World Gallery of Art on Paper – Drawings 2010, Skopje, Makedonie
- 2010 – Salón ZVUZS 2010, Západoslovenské múzeum, Trnava, Slovensko
- 2010 – Terče, Západoslovenské múzeum, Trnava, Slovensko
- 2009 – , Pro-democracy poster, Victoria and Albert Museum, Londýn, Anglie
- 2009 – 6. International Triennial of Graphic Art Bitola, Institute and Museum, Bitola, dále vystaveno v Prilep, Resen, Skopje a Stip, Makedonie
- 2009 – XI. International Mail Art Exhibition, Aiud, Rumunsko
- 2009 – ANNDUAL 09, Západoslovenské múzeum, Trnava, Slovensko
- 2009 – Revoluční plakáty 1989, Česká centra: Tokio, Japonsko, Moskva, Rusko, Stockholm, Švédsko, Varšava, Polsko, Košice, Slovensko, Paříž, Francie, Berlín, Německo
- 2008 – International Biennial Of Drawing Pilsen, Marseille, Francie
- 2007 – Master Cup International Cartoon and Illustration Biennial, „Master“ Illustrators‘s House, Peking, Čína – čestná cena
- 2007 – Deset z 9, práce na papíře, Miejska Galeria Sztuki, Chorzow, Polsko
- 2007 – International Biennial Of Drawing Pilsen, Galerie Leer Beutel, Regensburg, Německo
- 2007 – International Biennial Of Drawing Pilsen, John D. Mooney Foundation, Chicago, USA
- 2007 – International Biennial Of Drawing Pilsen, Centrum Bavaria Bohemia, Schönsee, Německo
- 2002 – Art-e mail, 4. International Exhibition, Marbella, Španělsko
- 1987 – Small Graphic Forms, Miejska Galeria Sztuki „MM“, Lodž, Polsko